# Френско-османски алианс
Френско-османският алианс (на френски: Alliance franco-ottomane) е сключен от Франсоа I и Сюлейман Великолепни през 1528 г. на основата на взаимния интерес от отслабването на властта на Карл V и на Хабсбургите. Скрепен през февруари 1535 г. с договор за мир и дружба. Претекстът за съюза е „защита на християнските поданици на Османската империя“. 
Действителният правен режим на капитулациите започва да се прилага от 1569 година, когато за френските поданици е установена твърде ниска митническа ставка от 5%. На практика съюзът просъществува с известни времеви отклонения до египетския поход на Наполеон Бонапарт (1798). Съюзът е равноправен и е скрепен с първата капитулация, обаче друга османска капитулация - тази от 1740 г. слага началото на неравноправните такива и респективно и на упадъка на Османската империя. На практика тази трета последна капитулация осигурява на Франция капитулационни права за вечни времена и през следващите 30-40 години до Кючуккайнарджийския мирен договор левантийската търговия е във френски ръце монополизирана.  Редица Валиде султан са французойки. От друга страна, съюзът осигурява безпрепятствен достъп на французите до Леванта и Светите земи. 
Френският посланик по традиция резидира в Галата и се радва на огромно уважение от Високата порта по време на стария ред. През т.нар. втора стогодишна война Франция винаги е на страната на османците срещу Сефевидите, като последните винаги са подкрепяни от Англия. По времето на крал Луи XIV се регистрира засилен интерес към Ориента като цяло, като темата е застъпена в пиеси на Молиер и „персийски писма“ на Монтескьо. През 1704 г. за първи път излиза в превод на френски и въобще в Европа „Хиляда и една нощ“. 